# Рейд возмездия
«Рейд возмездия» (англ. Active Stealth) — американский боевик 1999 года режиссера Фреда Олена Рэя с Дэниелом Болдуином в главной роли.

## Сюжет
Капитана-лётчика Мерфи отправляют на секретную миссию в Мексику, где он должен освободить нескольких заложников, удерживаемых в рабстве у местного наркобарона Сальваторе. Самолёт, на котором летит Мёрфи, оснащён экспериментальной технологией стелс. Очень скоро капитан понимает, что его подставили, а самолёт по замыслу коррумпированных военных должен достаться Сальваторе. При помощи своих боевых товарищей он спасает заложников и вступает в бой с мексиканским картелем.

## В ролях
| Актёр          | Роль                     |
| -------------- | ------------------------ |
| Дэниел Болдуин | капитан Мёрфи            |
| Лиза Видал     | Мария                    |
| Фред Уильямсон | капитан Рейнольдс        |
| Джо Лала       | наркобарон Сальваторе    |
| Тим Эбелл      | лейтенант Рэб Картер     |
| Шэннон Уирри   | жена капитан Джина Мёрфи |
| Ава Фабиан     | сержант Бейкер           |
| Эндрю Стивенс  | капитан Джек Стивенс     |
| Терри Фанк     | Морган                   |
| Чик Веннера    | Чикко                    |

## Критика
Фильм получил преимущественно плохие отзывы. Radio Times поставило «Рейду» оценку 1/5. Рецензент TV Guide оценил фильм на 2 балла из 5, посчитав его предсказуемым, хотя и похвалив постановку боевых сцен и аэрофотосъемку. Apollo Guide оценил его на 25/100, критикуя медленный темп и отсутствие сюжета, но отметив, что у «создателей, по крайней мере, хватило приличия, чтобы выпустить фильм сразу на DVD», не выпуская его в широкий прокат. Издание Prisma также оценила его на 2/5.